# Santo Domingo Teojomulco
Santo Domingo Teojomulco es una localidad del estado mexicano de Oaxaca. Es cabecera del municipio de Santo Domingo Teojomulco.

## Demografía
| Censo | Población |
| ----- | --------- |
| 1900  | 1 090     |
| 1910  | 1 340     |
| 1921  | 1 617     |
| 1930  | 1 304     |
| 1940  | 1 564     |
| 1950  | 1 376     |
| 1960  | 1 798     |
| 1970  | 1 623     |
| 1980  | 1 392     |
| 1990  | 1 994     |
| 1995  | 1 967     |
| 2000  | 2 082     |
| 2005  | 1 891     |
| 2010  | 2 091     |
| 2020  | 2 463     |